# Americans du New Jersey (soccer)
Pour la franchise de basket-ball, voir Nets de Brooklyn.
Les Americans du New Jersey (en anglais : New Jersey Americans) est un ancien club américain de football, basé à New Brunswick dans l'état du New Jersey. Il faisait partie de l'American Soccer League (ASL).

## Histoire
Le club gagne le championnat de l'ASL en 1977 lors de sa deuxième année d’existence,.
Après la saison de 1979, le club part pour Miami, Floride, et devient ainsi les Americans de Miami.

## Palmarès
- Champion de l'American Soccer League en 1977.